# تپه ولد کندی
تپه ولد کندی مربوط به دوره ساسانیان است و در شهرستان زنجان، بخش قره پشتلو، روستای اسلام‌آباد واقع شده و این اثر در تاریخ ۲۳ شهریور ۱۳۸۲ با شمارهٔ ثبت ۱۰۰۴۶ به‌عنوان یکی از آثار ملی ایران به ثبت رسیده است.